# Sanming
Sanming (em chinês 三明) é uma cidade da República Popular da China, localizada na província de Fujian. 